# Everybody Dance
Pour plus de détails, voir Fiche technique et Distribution.
Everybody Dance est un film britannique réalisé par Charles Reisner, sorti en 1936.

## Synopsis
Quand une chanteuse de boîte de nuit à succès se trouve la gardienne des enfants de ses défuntes sœurs, elle abandonne sa carrière de chanteuse et emmène les enfants vivre dans une ferme. Son manager est moins qu'heureux et recourt à des moyens légaux pour essayer de l'arrêter.

## Fiche technique
- Titre : Everybody Dance
- Réalisation : Charles Reisner
- Scénario : Leslie Arliss, Stafford Dickens et Ralph Spence
- Photographie : Arthur Crabtree
- Direction musicale : Louis Levy
- Pays d'origine : Royaume-Uni
- Format : Noir et blanc - 1,37:1 - Mono
- Genre : Film musical et comédie
- Date de sortie : 1936

## Distribution
- Cicely Courtneidge : Katharine « Lady Kate » Levering
- Ernest Truex : Wilbur Spurgeon
- Percy Parsons : Josiah Spurgeon
- Alma Taylor : Rosemary Spurgeon
- Dean Riesner : Tony Spurgeon
- Kathleen Harrison : Lucy
- Helen Haye : Lady Morton
- Roland Culver : Mr. Wilson